# Free (ザ・コレクターズのアルバム)
『Free』（フリー）は、日本のロックバンド、ザ・コレクターズ(THE COLLECTORS)のメジャー8作目のオリジナル・アルバム。

## 概要
ザ・コレクターズがメジャー・デビューしてから8作目のオリジナル・アルバムであり、初の海外レコーディングが行われた作品。イギリスのロンドンでレコーディングされた。
2004年にザ・コレクターズのアルバム11作品が紙ジャケ仕様でリマスタリングされ、再発売された中の1つである。この作品の再発盤にはボーナストラックとして「素晴らしき人生」、「ミッドナイト・レインボー」の2曲が収められている。収録時間は通常盤の53分に対し、再発盤は62分にわたる。通常盤と再発盤ではジャケット・デザインが異なり、本作品の再発盤は藤川コウによるアート・ディレクションである。なおこのボーナストラックは、A面/B面「素晴らしき人生/ミッドナイト・レインボー」として同年9月21日にシングルとしてリリースされている。

## 収録曲
- 全曲作詞：加藤ひさし
- 作曲：加藤ひさし(#8以外)、小里誠(#8)
- リード・ボーカル：加藤ひさし(#5、#8以外)、古市コータロー(#5)、小里誠(#8)

1. Dreamin'
2. Good-bye
5thシングル
3. フライング・チャーチ
4. マイアミビーチ
5thシングルのB面に収録
5. ベイビーハリケーン
6. テレビジョン スターズ
7. ファニー・ストレンジ・タウン
8. ゴースト
9. あなたを求めて
10. フリーダム チルドレン
11. スィート・シンディ

紙ジャケット再発盤ボーナス・トラック
1. 素晴らしき人生
6thシングル
2. ミッドナイト・レインボー
6thシングルのB面に収録